# Kroatië op het Eurovisiesongfestival 2011
Kroatië nam deel aan het Eurovisiesongfestival 2011 in Düsseldorf, Duitsland. Het was de 19de deelname van het land op het Eurovisiesongfestival. De selectie verliep via het jaarlijkse Dora. HRT was verantwoordelijk voor de Kroatische bijdrage voor de editie van 2011.

## Selectieprocedure
Dora, traditioneel het festival waar de Kroatische bijdrage voor het Eurovisiesongfestival wordt gekozen, vond voor het eerst in haar negentienjarige geschiedenis niet plaats in Opatija. Het hele circus verhuisde naar hoofdstad Zagreb, omwille van de goedkopere productie van de show. Dora 2011 duurde zeven weken, waarin men op zoek ging naar de ideale kandidaat om Kroatië in Düsseldorf te vertegenwoordigen. Door de Kroatische openbare omroep werden 24 kandidaten geselecteerd, die verdeeld werden in twee groepen van elk een dozijn. In de eerste twee voorrondes vielen telkens zes kandidaten af. In de derde voorronde werden de twee groepen weer samengevoegd. Van de 12 overblijvers werden er nog eens zes uitgeschakeld. In de vierde voorronde vielen er twee af, in voorronde vijf en zes telkens één, zodat er in de finale nog twee kandidaten overbleven. In deze finale zongen de finalisten drie nummers, waarna de Kroatische openbare omroep een lied voor de verkozen artiest selecteerde. Tijdens de voorrondes werden de winnaars bepaald door het publiek via televoting. In de finale deed ook de vakjury haar intrede en bepaalde ze 50 % van de punten. Het publiek bleef verantwoordelijk voor de overige 50 %. Uiteindelijk viel de keuze op Daria Kinzer. In Düsseldorf zou ze Kroatië vertegenwoordigen met het nummer Celebrate.

## Dora 2011

#### Eerste voorronde
22 januari 2011
| Volgorde | Artiest          |
| -------- | ---------------- |
| 1        | Damir Kedžo      |
| 2        | Ivana Brkašić    |
| 3        | Artemija Stanić  |
| 4        | Miro Tomić       |
| 5        | Mila Soldatić    |
| 6        | Tina Vukov       |
| 7        | Mario Sambrailo  |
| 8        | Sabrina Hebiri   |
| 9        | Dora Benc        |
| 10       | Jelena Vanjek    |
| 11       | Valentina Briški |
| 12       | Jacques Houdek   |

#### Tweede voorronde
29 januari 2011
| Volgorde | Artiest          |
| -------- | ---------------- |
| 1        | Renata Holi      |
| 2        | Mijo Lešina      |
| 3        | Manuela Svorcan  |
| 4        | Daria Kinzer     |
| 5        | Doris Teur       |
| 6        | Diana Heraković  |
| 7        | Mirko Švenda     |
| 8        | Katica Marinović |
| 9        | Ana Eškinja      |
| 10       | Marija Rubčić    |
| 11       | Filip Dizdar     |
| 12       | Saša Lozar       |

#### Derde voorronde
5 februari 2011
| Volgorde | Artiest          |
| -------- | ---------------- |
| 1        | Mirko Švenda     |
| 2        | Doris Teur       |
| 3        | Saša Lozar       |
| 4        | Dora Benc        |
| 5        | Sabrina Hebiri   |
| 6        | Miro Tomić       |
| 7        | Jacques Houdek   |
| 8        | Katica Marinović |
| 9        | Tina Vukov       |
| 10       | Jelena Vanjek    |
| 11       | Ana Eškinja      |
| 12       | Daria Kinzer     |

#### Vierde voorronde
12 februari 2011
| Volgorde | Artiest          |
| -------- | ---------------- |
| 1        | Katica Marinović |
| 2        | Jacques Houdek   |
| 3        | Ana Eškinja      |
| 4        | Mirko Švenda     |
| 5        | Daria Kinzer     |
| 6        | Doris Teur       |

#### Kwartfinale
19 februari 2011
| Volgorde | Artiest          |
| -------- | ---------------- |
| 1        | Katica Marinović |
| 2        | Daria Kinzer     |
| 3        | Mirko Švenda     |
| 4        | Jacques Houdek   |

#### Halve finale
26 februari 2011
| Volgorde | Artiest        |
| -------- | -------------- |
| 1        | Daria Kinzer   |
| 2        | Jacques Houdek |
| 3        | Mirko Švenda   |

#### Finale
5 maart 2011
| Volgorde | Artiest        | Stemmen |
| -------- | -------------- | ------- |
| 1        | Daria Kinzer   | 9000    |
| 2        | Jacques Houdek | 5090    |

## In Düsseldorf
In Düsseldorf trad Kroatië aan in de eerste halve finale, op 10 mei. Kroatië was als dertiende van negentien landen aan de beurt, net na San Marino en voor IJsland. Bij het openen van de enveloppen bleek dat Kroatië zich niet had weten te plaatsen voor de finale. Na afloop van het festival zou blijken dat Daria Kinzer op de vijftiende plaats was gestrand, met 41 punten. Van Malta en buurland Servië hadden de Kroaten nochtans het maximum van twaalf punten gekregen, maar het mocht niet baten. Het was het tweede jaar op rij dat Kroatië er niet in slaagde de finale te halen.